# Miss Venezuela Continentes Unidos
Venezuela ha sido representado en 13 ocasiones en el certamen internacional, el cual aun no ha sido ganado por ninguna delegada. Wilmayerlin "Wi May" Nava Márquez es la última venezolana en haberse ubicado más cerca de la corona (2014).

## Representantes de Venezuela en Miss Continentes Unidos
| Año  | Nombre                                 | Resultado           | Ciudad/Estado/Región | Ciudad Natal    | Organización/Procedencia         |
| ---- | -------------------------------------- | ------------------- | -------------------- | --------------- | -------------------------------- |
| 2022 | Lismaglys Arbeláez Itriago             | 3.ª finalista       | Amazonas             | Puerto Ayacucho | Nuestra Belleza Venezuela        |
| 2020 | Irene del Valle Galvis Manzanilla      | certamen suspendido | Yaracuy              | Pampán          | Nuestra Belleza Venezuela 2019   |
| 2019 | María José Bracho Barrios              | Top 10              | Falcón               | Maracaibo       | Nuestra Belleza Venezuela 2018   |
| 2018 | Lolimar de los Ángeles Pérez Pomonti   |                     | Cojedes              | Ciudad Guayana  | Miss Teen Belleza Venezuela 2018 |
| 2017 | María Daniela Velasco Rodríguez        | Top 10              | Distrito Capital     | Caracas         | Miss Teen Belleza Venezuela 2017 |
| 2016 | Angelica Carolina Wildman Duran        | No compitió         | Aragua               | Valencia        | Miss World Venezuela 2015        |
| 2015 | Nitya Nandy Ardila Prieto              | Top 10              | Delta Amacuro        | Maracaibo       | Miss Venezuela 2014              |
| 2014 | Wi May (Wilmayerlin) Nava Marquez      | 1.ª finalista       | Cojedes              | Caracas         | Miss Venezuela 2013              |
| 2013 | Michelle Casasola Pirela               | Top 10              | Nor Occidental       | Puerto Píritu   | Miss Venezuela 2013              |
| 2012 | Andrea Estefanía Vásquez Annicchiarico |                     | Guárico              | Caracas         | Miss Venezuela 2010              |
| 2011 | Elisa Josefina González Canales        |                     | Mérida               | Mérida          | Nuestra Belleza Venezuela 2011   |
| 2010 | Gabriela Nidioska Concepción Guzmán    | Top 6               | Carabobo             | Puerto Cabello  | Miss Venezuela 2008              |
| 2009 | Andreína Gomes Cornejo                 | Top 6               | Carabobo             | Valencia        | Miss Earth Venezuela 2009        |
| 2008 | Andrea Valentina Matthies Bornhorst    | Top 6               | Sucre                | Caracas         | Miss Venezuela 2007              |
| 2007 | Francis Nohemí Lugo Golindano          | 1.ª finalista       | Monagas              | Maturín         | Miss Venezuela 2006              |
| 2006 | Dayana Carolina Colmenares Bocchieri   | 2.ª finalista       | Carabobo             | Maracay         | Miss Earth Venezuela 2006        |